# نديم صلاح
الدكتور نديم أفندي صلاح هو طبيب من أهل نابلس، عينه الشريف حسين بن علي لإدارة وكالة الصحة في الحكومة الحجازية.
كان الشريف الحسين بن علي على صلة به خلال العهد العثماني، وبعد استقرار الأمر في الحجاز استقدم أربعة من الأطباء من الشام، وكان من مهام مدير الصحة تحديد عدد الحجاج في الغرف التي يسكنونها، بحيث لا يزيد العدد عن العدد المقرر وإلا عوقب المطوف.
وله أخ أديب هو محمد أفندي صلاح.